# Бабій Дмитро Васильович
Дмитро́ Васи́льович Бабі́й (нар. 18 вересня 1941) — народний депутат України 1-го скликання.

## Біографія
Народився 18 вересня 1941 року в селянській сім'ї, українець. Освіта вища, економіст, Кам'янець-Подільський сільськогосподарський інститут.
Вантажник, водій, секретар парторганізації КПУ, голова колгоспу імені Шевченка Сокирянського району.
Керуючий агропромисловим об'єднанням «Україна».
Член КПРС 1970—1991. Депутат сільської ради.
Висунутий кандидатом у народні депутати пленумом профспілки працівників агропромислової промисловості Сокирнянського району.
4 березня 1990 року обраний народним депутатом України, 2-й тур, 64,25 % голосів, 5 претендентів.
- Чернівецька область
- Кельменецький виборчий округ № 434
- Дата прийняття депутатських повноважень: 15 травня 1990 року
- Дата припинення депутатських повноважень: 10 травня 1994 року

Входив до груп «Аграрники», «Земля і воля», «Рада».
Член Комісії Верховної Ради України у питання законодавства і законності.
Нагороджений медаллю.
Одружений, має дітей.